# Вероучение Каргеля
Вероучение И. В. Каргеля (оригинальное название — Краткое изложение вероучения евангельских христиан) — вероучение евангельских христиан, составленное И. В. Каргелем. В 1966—1985 годах являлось официальным вероучением ВСЕХБ.
Вероучение было написано в 1913 году и в том же году опубликовано в виде отдельной брошюры. В том же году Проханов, Каргель и Долгополов направили на имя императора «Записку о правовом положении евангельских христиан в России», к ней было приложено Вероучение Каргеля.

## Официальное вероучение ВСЕХБ
Вероучение Каргеля было утверждено в качестве официального Вероучения ВСЕХБ 5 октября 1966 года в ходе Всесоюзного съезда евангельских христиан-баптистов. Со времени создания в 1944 году до этого момента у ВСЕХБ не было своего официального вероучения.

### Причины
В то время на повестке остро стоял вопрос о единстве, поскольку во ВСЕХБ входили пятидесятники, имевшие догматические разногласия с ЕХБ, а кроме того, в самом разгаре был процесс разделения евангельских христиан-баптистов на сторонников ВСЕХБ и СЦ ЕХБ.
На факт принятия официального Вероучения возлагались надежды на достижение единства, особенно с «инициативниками». Нужно отметить, что Вероучение принималось одновременно с серьёзными изменениями Устава ВСЕХБ, направленными на демократизацию (например, менялась процедура поставления старших пресвитеров — с назначаемости на выборность), и существенным обновлением персонального состава руководителей ВСЕХБ. Благодаря этому ВСЕХБ был преобразован, по выражению историка В. Заватски, в «свободный церковный союз, открытый для расширения и развития». Эти меры были направлены на то, что убедить «инициативников» пойти на примирение и вернуться в союз.

### Процесс утверждения
В преддверии съезда текст был опубликован в журнале «Братский вестник», а в ходе съезда делегаты получили его на руки. Предваряя голосование, генеральный секретарь ВСЕХБ А. В. Карев отметил, что свой выбор руководство ВСЕХБ остановило именно на Вероучении Каргеля вследствие «краткости и ясности» этого документа, а также того факта, что «брат Каргель являлся уважаемым и почитаемым братом в равной мере как у баптистов, так и у евангельских христиан».
Начиная с этого съезда мы будем вырабатывать нашу догматику, в основу которой мы положим первый камень — вероучение, изданное еще в 1913 году покойным И. В. Каргелем., — отметил А. В. Карев. — Что значит вероучение? Это — самая краткая догматика. Догматика — это учение об основных истинах нашей веры. В христианском мире существует около пятисот различных вероучений, одни из них большего размера, другие — меньшего. У нас, в нашем братстве, есть вероучение, составленное Онкеном, есть и вероучение, составленное И. С. Прохановым. Мы предлагаем съезду начать с самого краткого вероучения, которое было составлено братом И. В. Каргелем в 1913 году. В краткой, сжатой форме брат И. В. Каргель изложил основные истины Священного Писания.
Можно также предположить, что выбор именно Вероучения Каргеля обуславливался тем, что руководители ВСЕХБ — А. В. Карев и Я. И. Жидков были выходцами из евангельских христиан (Карев, к тому же в молодости был членом Петроградской общины евангельских христиан, возглавляемой Каргелем) и, по-видимому, в доктрине спасения стояли на арминианских позициях (которые были отражены в Вероучении Каргеля) в противоположность кальвинистским тезисам в Гамбургском вероисповедании.
В 1985 году на 43 Всесоюзном съезде ВСЕХБ на смену Вероучению Каргеля было принято нынешнее Вероучение.

## Содержание

### Изменение
При утверждении Вероучения в 1966 году в качестве официального вероучения ВСЕХБ, из него было удалено категорическое требование «развёденные должны оставаться безбрачными» в главе IIIV «О браке», не допускавшее повторный брак даже для невиновной в блуде стороны. Хотя этот вопрос является весьма спорным, на съезде 1966 года на изменение никто не обратил внимания.

### Богословские особенности

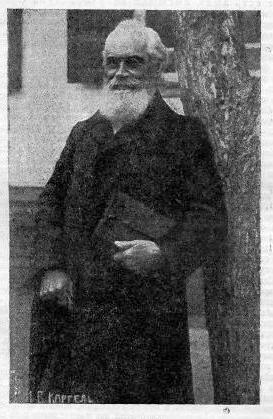
И. В. Каргель

Как отмечает историк Алексей Синичкин, на момент его принятия в качестве официального вероучения ВСЕХБ, туда входили пятидесятники, свободные христиане (дарбисты), христиане в духе апостолов (единственники), евангельские христиане-трезвенники, меннониты — и для всех оно оказалось приемлемым.

#### Арминианство или кальвинизм?

##### Г. А. Гололоб
По мнению богослова Геннадия Гололоба, текст Вероучения отмечен арминианской позиций по вопросу масштаба искупления, а также синергичностью в деле принятия спасения, и лишь в вопросе последствий грехопадения в нём представлено мнение, близкое к кальвинизму, но плохо сформулированное богословски: «Мы верим, что Бог сотворил человека по образу Своему (Быт. 1:27), но что он, искушённый сатаною, впал в грех и лишился славы Божией (Рим. 3:23). Грехом же одного человека заразились все (Рим. 5:12 и 19), стали чадами гнева (Еф. 2:3) и подверглись возмездию за грех, то есть смерти (Рим. 6:23) духовной (Быт. 2:17; Лк. 15:32; Еф. 2:1), телесной (Рим. 5:14) и вечной, или второй смерти, то есть смерти после смерти телесной (Мф. 25:41; Откр. 20:12-15)».
«В тексте Вероисповедания Каргеля ясно говорится о „духовной“ смерти грешников и о том, что „одним же грехом все заразились, стали чадами гнева и подверглись возмездию за грех, то есть смерти“, — отмечает Гололоб. — Здесь Каргель, действительно, близок к кальвинизму английских дарбистов и немецких баптистов. Однако, говоря о масштабе и характере искупительной работы Иисуса Христа, Каргель утверждает чисто арминианский тезис об условности применения плодов искупления к отдельно взятому верующему: „Посредством смерти Христа за всех человеков Господь предлагает умилостивление, примирение, прощение всех грехов, оправдание и жизнь вечную. Это дело спасения Божия для человеков, но оно остается бездейственным для него, если не совершится дело Божие в человеке. Первое уже совершилось Христом, без нашего содействия, второе совершается Духом Святым с согласия человека“» (курсив автора).

##### В. М. Кузнецов
По мнению В. М. Кузнецова, Каргель блестяще игнорировал «чисто западный» спор кальвинизма и арминианства и в то же время не ушёл от ответов. «В нескольких фразах Каргель решает здесь сразу множество вопросов, которые наполняют тома западных протестантов», — отмечает он. — (…) В вероисповедании Каргеля мы видим: 1) полную испорченность человека, 2) безусловную благодать для всех, 3)смерть Христа за всех, 4) что благодать ждет согласия человека, 5) сохранность святых к вечной жизни осуществляет Сам Дух Святой (Который не может оказаться в этом деле несостоятельным)".

#### Премиллениализм
Как отметил Андрей Пузынин, главное отличие Вероучения Каргеля от Вероучения Проханова в том, что первый придерживался премилленалистских взглядов, тогда как Проханов — постмилленаристских. Каргель ожидал второго, невидимого пришествия Христа в любой момент, — утверждает Пузынин. Это ожидание изменило динамику духовной жизни премиллениалистов по всем миру: вера в скорый приход Христа подчёркивала значимость каждого прожитого дня и усиливала ощущение важности евангелизма.